# Ралі Дакар 2016

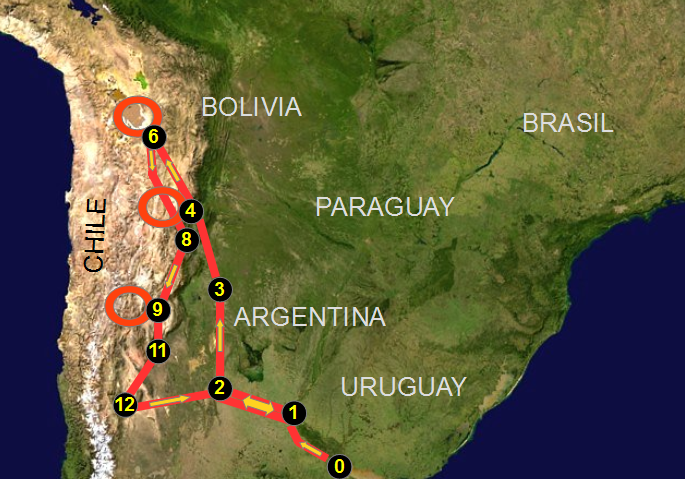
Схематичний маршрут ралі-рейду "Дакар-2016"

Марафонський ралі-рейд Дакар—2016 (англ. «2016 Dakar Rally») — 37-й загалом і восьмий поспіль ралі-рейд «Дакар», який відбувся за межами Африки, на території двох країн Південної Америки — Аргентини та Болівії.
У заїзді взяли участь в цілому 354 автомобілів: 136 мотоциклів, 45 квадроциклів, 110 автомобілів та 55 вантажівок. Крім того в перегонах взяли участь і чемпіони світу Себастьян Льоб і Мікко Хірвонен.